# Верхний Тогузак
Верхний Тогузак (устар. Верхний Тогызак) — река в Челябинской области России, протекает по территории Чесменского и Варненского районов, в нижнем течении — по границе с Казахстаном. Длина — 98 км, площадь водосборного бассейна — 2590 км². Среднегодовой расход воды в районе посёлка Тогузак составляет 3,67 м³/с.
Слиянием со Средним Тогузаком образует реку Тогузак в 131 км от устья, являясь её левой составляющей. Высота устья — 206 м над уровнем моря.
Система водного объекта: Тогузак → Уй → Тобол → Иртыш → Обь → Карское море.

## Притоки (км от устья)
- 47 км: река Тееткан (лв)

## Данные водного реестра
По данным государственного водного реестра России относится к Иртышскому бассейновому округу, водохозяйственный участок реки — Тобол от истока до впадения реки Уй, без реки Увелька, речной подбассейн реки — Тобол. Речной бассейн реки — Иртыш.